# Xenodon matogrossensis
Espèce
Synonymes
- Lystrophis matogrossensis Scrocchi & Cruz, 1993

Xenodon matogrossensis  est une espèce de serpents de la famille des Dipsadidae.

## Répartition
Cette espèce est endémique du Mato Grosso au Brésil.

## Étymologie
Son nom d'espèce, composé de matogross[o] et du suffixe latin -ensis, « qui vit dans, qui habite », lui a été donné en référence au lieu de sa découverte.

## Publication originale
- Scrocchi & Cruz, 1993 : Description of a new species of the genus Lystrophis Cope and a revalidation of Lystrophis pulcher (Jan, 1863), (Serpentes; Colubridae). Papeis Avulsos De Zoologia (Sao Paulo), vol. 38, no 10, p. 171-185.